# Patrick Leigh Fermor
Sir Patrick „Paddy” Michael Leigh Fermor (London, 1915. február 11. – Dumbleton, Gloucestershire, 2011. június 10.) brit író, utazó és katona. Egyes vélemények szerint Nagy-Britannia egyik legnagyobb útirajz-szerzője, mások szerint pedig „Indiana Jones, James Bond és Graham Greene keresztezése”.

## Családi háttér
Leigh Fermor apja, Sir Lewis kiváló geológus volt. Röviddel Patrick születése után édesanyja egy másik családra bízta őt, hogy Indiában csatlakozzon férjéhez. Gyermekként Leigh Fermornak nehezen viselte az oktatás szervezetét és korlátozásait, ezért a problémás gyermekekre szakosodott iskolába küldték. A canterburyi The King's School iskolából eltanácsolták, mivel kézenfogta a helyi fűszeres lányát. Ezt követően autodidaktaként tanult, görög és latin szerzőket, Shakespeare-t és történelmet olvasva, mivel be akart iratkozni a sandhursti Katonai Akadémiára.

## Első utazások
Hamarosan azonban, alig 18 évesen eldöntötte, hogy keresztülgyalogol Európán Hoek van Hollandtól Konstantinápolyig. 1933. december 8-án indult el, röviddel azután, hogy Hitler hatalomra jutott Németországban. Néhány ruhát vitt magával, az Oxford Book of English Verse című versgyűjteményt és Horatius ódáit. Istállókban, pásztorkunyhókban és Közép-Európában a helyi dzsentrik és arisztokraták vidéki házaiban aludt. Az utazása során rengeteg történetet és nyelvjárást hallgatott meg. Két későbbi útirajz-kötete, az A Time of Gifts és a Between the Woods and the Water erről az utazásáról szólnak, és mivel évtizedekkel később írta őket, gazdagon kiegészítette történelmi, földrajzi, nyelvészeti és antropológiai ismeretekkel, amelyeket későbbi tanulmányai során szerzett. A tervezett harmadik kötet, amely az út Konstantinápolyig hátralevő részét tartalmazta volna, még nem jelent meg.
Leigh Fermor 1935. január 1-jén érkezett Konstaninápolyba, majd folytatta útját Görögországba. Márciusban belekeveredett a makedóniai royalista körök harcába az 1935-ös államcsíny-kísérlet ellen. Athénban találkozott a romániai nemesi származású Bălaşa Cantacuzinoval, akibe beleszeretett. Kibéreltek a városon kívül egy Póroszra néző régi vízimalmot, ahol az asszony festett és a férfi írt. Utóbb elköltöztek Moldvába a Cantacuzino-család Băleni-i birtokára és ott is maradtak a második világháború kitöréséig.

## Második világháború
Leigh Fermor belépett a brit hadsereg ír gárdájába, de a görög nyelvtudása miatt áthelyezték a hírszerzéshez, ahol albániai összekötő lett, és harcolt Görögországban és Krétán. A német megszállás alatt háromszor tért vissza Kréta szigetére, egyszer ejtőernyővel. Egyike volt a kevés különleges ügyosztályhoz tartozó tisztnek, akiket a görög ellenállási mozgalom megszervezésével bíztak meg. Pásztornak álcázva két évig élt a hegyekben és ő vezette azt a csapatot, amely 1944-ben elfogta Heinrich Kreipe tábornokot. (A történetet az Ill Met by Moonlight c. könyv, majd azonos című film örökítette meg, utóbbiban Dirk Bogarde alakította Leigh Fermort.) 1943-ban megkapta a Brit Birodalom Rendjének tiszti fokozatát, 1944-ben pedig a brit vitézségi érdemrendet, illetve Héraklion és később Kardamíli és Gütheion díszpolgára lett.

## A háború után
Leigh Fermor első könyve, a The Traveller's Tree, amely háború utáni Karib-tengeri utazásairól szól, 1950-ben jelent meg. A könyv elnyerte a Heinemann Alapítvány irodalmi díját, és ezzel a szerző bekerült az irodalmi köztudatba. Több könyvet írt utazásairól, köztük a Mani és Roumeli címűeket, amelyek gyalogszerrel és öszvérháton megtett görögországi utazásairól szólnak. A kritikusok az 1977-ben kiadott A Time of Gifts című útirajzát tekintik az angol nyelvű útleírások egyik legjobbjának. Lefordította és kiadta az egykori krétai beosztottja, George Psychoundakis kéziratát (The Cretan Runner). Írt egy regényt is The Violins of Saint-Jacques címmel, amelyből Malcolm Williamson operát írt.

## Későbbi évek

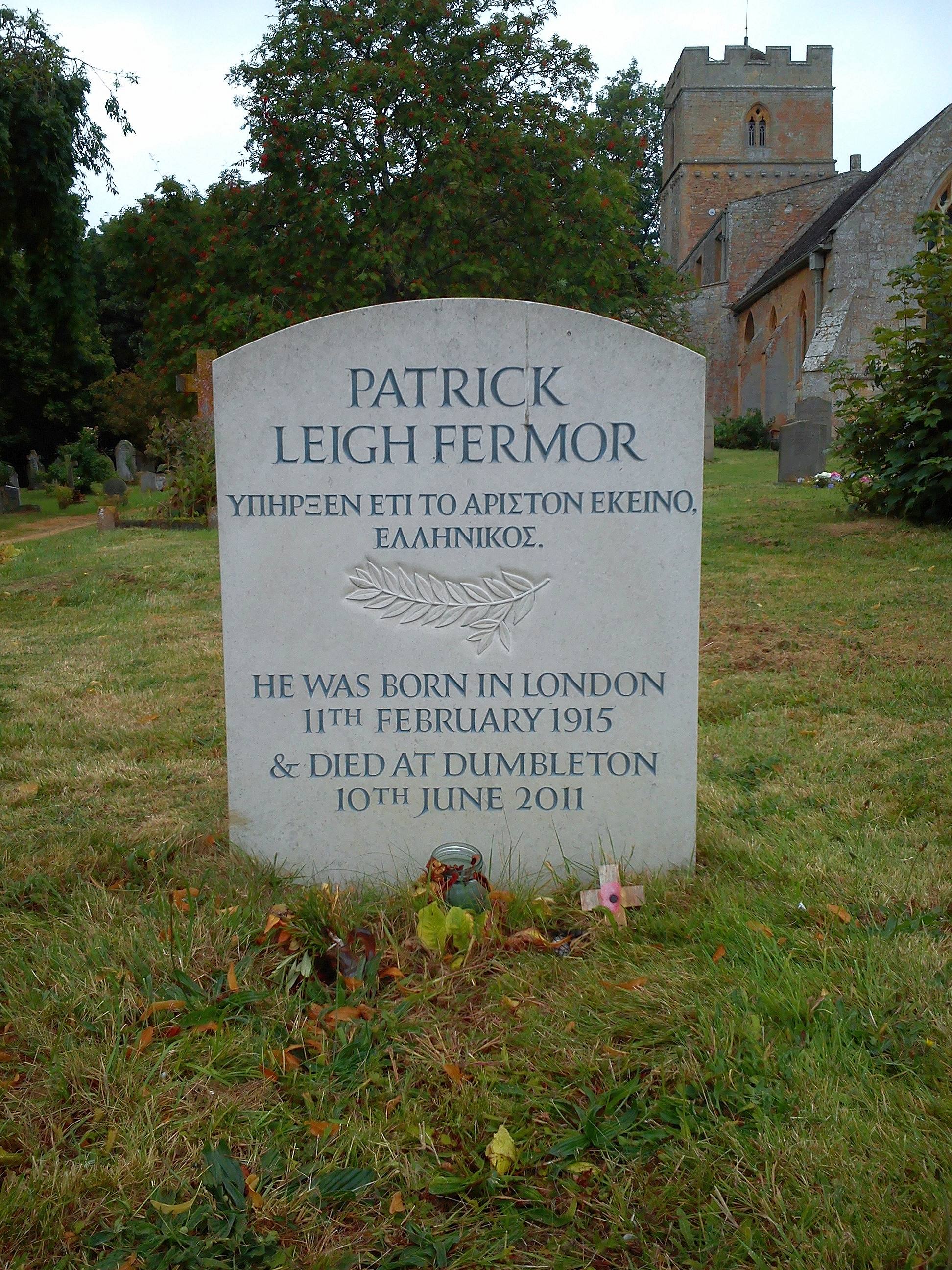

Több együtt töltött év után Leigh Fermor 1968-ban feleségül vette Joan Elizabeth Raynert (született Eyres Monsell), aki társa volt több utazásában egészen 2003 júniusában bekövetkezett haláláig. Az év egyik felében a dél-peloponnészoszi házukban laktak, a másik részében pedig Worcestershire-ben.
2001-ben a magyar kormány Pro Cultura Hungarica Emlékplakettel tüntette ki. 2004 februárjában lovaggá ütötték, 2007 februárjában pedig a görög kormány a görög Főnix-Rend parancsnokává tette. Ugyanekkor történt, hogy írógéppel kezdett írni – addig összes könyvét kézzel írta.

## Könyvei
- The Traveller's Tree (1950)
- The Violins of Saint-Jacques (1953)
- A Time to Keep Silence (1957)
- Mani – Travels in the Southern Peloponnese (1958)
- Roumeli (1966)
- A Time of Gifts (1977)
- Between the Woods and the Water (1986); magyarul Erdők s vizek közt, Európa, 2000, ISBN 963-07-6839-9
- Three Letters from the Andes (1991)
- Words of Mercury (2003) edited by Artemis Cooper

## Magyarul
- Erdők s vizek közt. Esztergomtól Brassóig gyalogszerrel 1934-ben; ford., utószó Vajda Miklós; Európa, Bp., 2000 (Memoria mundi)

## Fordítás
- Ez a szócikk részben vagy egészben  a   Patrick Leigh Fermor című angol Wikipédia-szócikk ezen változatának fordításán alapul.  Az eredeti cikk szerkesztőit annak laptörténete sorolja fel. Ez a jelzés csupán a megfogalmazás eredetét és a szerzői jogokat jelzi, nem szolgál a cikkben szereplő információk forrásmegjelöléseként.